# 마칸자
마칸자(Makanza) 또는 망칸자(Mankanza)는 콩고 민주 공화국의 에카퇴르주에 있는 마을이다.

## 역사
마칸자는 처음에 현지에 거주하는 부족인 방갈라족의 이름을 따 방갈라 기지(Bangala Station)로 불렸고, 그 후에는 누벨앙베르(Nouvelle-Anvers) 또는 니위안트베르펀(Nieuw-Antwerpen)(새로운 앤트워프라는 뜻)으로 불렸다.

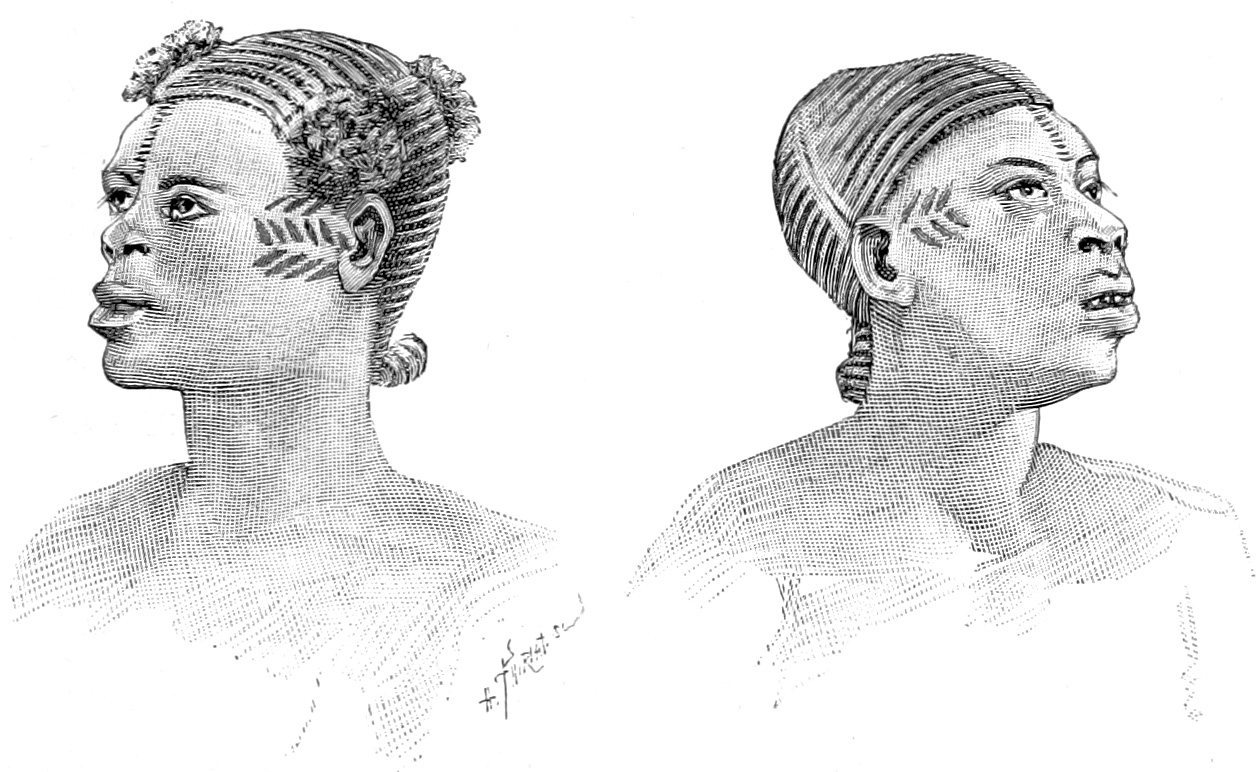
1889년 방갈라족

## 인구 통계
| 년도 | 인구   |
| ---- | ------ |
| 1994 | 37,048 |
| 2004 | 41,447 |

1. ↑  par), SPINDLER Marc et STEENBRINK Karel (dossier dirigé (2011년 12월 21일). 《Histoire et Missions Chrétiennes N-019. Les chrétiens indonésiens : une minorité qui a des racines et des ailes》 (프랑스어). KARTHALA Editions. 122쪽. ISBN 9782811149901.